# Lars Merseburg
Lars Merseburg (* 12. Januar 1975 in Karlshafen) ist ein ehemaliger deutscher Schwimmer, der eine Bronzemedaille bei Europameisterschaften gewann.

## Karriere
Lars Merseburg wurde bei den Deutschen Meisterschaften 1994 in Hannover Meister mit der 4-mal-200-Meter-Freistilstaffel des SV Würzburg 05 in der Besetzung Christian Tröger, Hans-Joachim Lagier, Jan Sibbersen und Merseburg.
Merseburg ging 1996 an die University of California, Berkeley und schwamm für deren Team, die California Bears. Bei den Europameisterschaften 1999 in Istanbul belegte die deutsche 4-mal-100-Meter-Freistilstaffel mit Christian Tröger, Lars Merseburg, Christian Keller und Lars Conrad den dritten Platz hinter den Niederländern und den Russen.
Nachdem sich Merseburg 2000 nicht für die deutsche Olympiamannschaft qualifizieren konnte, beendete er seine Karriere als Wettkampfschwimmer. Er gründete später eine Schwimmschule in Montauk im Bundesstaat New York.